# ترناوا
ترناوا (اسلواکی: Trnava؛ مجاری: Nagyszombat؛ به آلمانی: Tyrnau) شهری با جمعیت ۶۵٬۵۷۸ است و در منطقه ترناوا، اسلواکی واقع شده‌است.